# Estoński Legion Lotniczy
Estoński Legion Lotniczy – nieformalna nazwa jednostek lotniczych Luftwaffe złożonych z Estończyków istniejących podczas II wojny światowej.

## Historia
18 października 1943 r. na lotnisku w Jöhvi, na zachód od Narwy, na bazie dwóch eskadr 127 Morskiej Zwiadowczej Grupy Lotniczej (Seeaufklärungsgruppe 127) 1 Floty Powietrznej Luftwaffe, składającej się z estońskich pilotów, została sformowana jednostka lotnicza NSG 11. Na jej czele stanął kpt. Paul Lehmann. Dowódcą 1 eskadry był por. William Laanekőrb. Uzyskała ona status samodzielnego oddziału lotniczego. Estończycy latali na samolotach Heinkel He 50. Do ich zadań należało patrolowanie Zatoki Fińskiej. Estońscy pilocy byli wysoko oceniani przez Niemców. W listopadzie 1943 r. do ośrodka szkoleniowego w Liepāja-Grobiņa na okupowanej Łotwie zostali skierowani estońscy piloci, znajdujący się dotychczas w rezerwie, po czym włączono ich w skład NSG 11. Dzięki temu 27 grudnia sformowano 3 eskadrę, którą wyposażono w samoloty Arado Ar 66. W marcu 1944 r. otrzymała ona 20 samolotów Fokker C.VE. W czerwcu szkolenie na Łotwie przeszło 26 Estończyków z personelu technicznego. W tym czasie NSG 11 bazowała na lotnisku w rejonie wsi Adavere. Wkrótce została przeniesiona na lotnisko pod wsią Karevere, na północny zachód od Tartu. Z powodu niedostatku samolotów Estończycy przeprowadzali mało lotów bojowych, co wpływało na spadek morale. Pod koniec lipca 1944 r. Armia Czerwona odcięła wojska niemieckie Grupy Armii "Północ", znajdujące się na obszarze Łotwy i Estonii. W poł. września rozpoczęły one odwrót w kierunku Rygi. W tej sytuacji NSG 11 otrzymało rozkaz przebazowania na terytorium Łotwy. Jednostka miała wówczas 17 samolotów Heinkel He 50, 13 Arado Ar 66 i 7 Fokker C.VE. Nowym miejscem stacjonowania stało się lotnisko w Blome. Jednakże już 24 września NSG 11 zostało przeniesione na lotnisko koło litewskiej wsi Tirksliai, a następnie do Libawy. Stamtąd Estończycy trafili do Prus Wschodnich na lotnisko w Heiligenbeil. 1 października do Szwecji zbiegły 2 samoloty Fokker С.VE. W odpowiedzi szef sztabu 1 Floty Powietrznej Luftwaffe gen. Klaus Siegfried Uebe uziemił wszystkich estońskich pilotów. Jednocześnie dowództwo 1 Floty wydało rozkaz o rozformowaniu wszystkich jednostek lotniczych złożonych z Estończyków i Łotyszy (ale nie było mowy o pilotach myśliwskich). 12 października jeszcze jednemu samolotowi Fokker С.VE udało się przelecieć do Szwecji.
Rozkazem z 31 maja 1944 r. w ramach 1 Floty Powietrznej Luftwaffe została utworzona estońska eskadra myśliwska. Otrzymała ona ok. 12 samolotów Fokker С.VE, pochodzących z duńskiego lotnictwa. W czerwcu do Niemiec na szkolenie odkomenderowano 5 pilotów NSG 11. Byli to: por. Karl Lumi, por. Lembit Raidal, por. Olt John Sepa, ppor. Jüri Kukk i podoficer Aksel-Meinhard Kessler. Wkrótce do Rzeszy udała się druga grupa Estończyków w składzie: por. Edgar Martenson, por. Anatol Rebane, por. Albert Vaart, ppor. Voldemar Eller i ppor. Harri Kõllo. Trzech spośród nich (L. Raidal, J. Kukk i V. Eller) zginęło w wyniku wypadków samolotowych. Od lipca Estończycy bazowali na lotnisku koło wsi Rahkja, skąd rozpoczęto dokonywać bojowych wylotów w rejon Narwy. Od września 2 pilotów estońskich: por. K. Lumi i por. J. Sepa latało w składzie niemieckiej JG 54.
Wszyscy piloci rozformowanego NSG 11 i szkolący się w Niemczech (także piloci myśliwscy) zostali zgrupowani na lotnisku Kunersdorf. Myśliwców rozdzielono pomiędzy jednostki myśliwskie. Część oficerów przeszła do 20 Dywizji Grenadierów SS. Jednakże większość pilotów otrzymała rozkaz udania się do okupowanej Danii, gdzie w Esbjerg Niemcy zamierzali utworzyć pułk spadochronowo-desantowy pod nazwą Baltische Legion Falschirmarmee. Jeden z batalionów miał składać się z Estończyków. Kiedy pomysł upadł, estońscy piloci zostali przeniesieni w grudniu 1944 r. do Dortmundu, gdzie przeszli szkolenie w zakresie obsługi dział przeciwlotniczych 88 mm. Po jego ukończeniu rozdzielono ich pomiędzy różne oddziały plot. na terytorium Rzeszy.
Estońscy piloci myśliwscy latali w składzie swoich jednostek lotniczych do końca wojny. W kwietniu 1945 r. 2 Estończyków na samolotach Fw 190A zbiegło do Szwecji.